# Uccelli di rovo - Gli anni mancanti
Uccelli di rovo - Gli anni mancanti (The Thorn Birds: The Missing Years) è una miniserie televisiva in due puntate del 1996, diretta da Kevin James Dobson e ispirata ai personaggi del romanzo di Colleen McCullough Uccelli di rovo. Interpretata da Richard Chamberlain e Amanda Donohoe, è un midquel della miniserie del 1983.

## Trama
La storia si svolge nei 19 anni che vanno dalla nascita di Dane O'Neill, figlio di Meggie e Padre Ralph, al ritorno di quest'ultimo, ignaro della paternità, in Australia dal Vaticano.
Ralph de Bricassart, durante la Seconda Guerra Mondiale, rimane a Roma per aiutare i profughi ebrei a scampare alla persecuzione. Inviato ancora una volta nel ranch australiano di Drogheda, il cardinale incontra nuovamente l'amata Meggie Cleary, in crisi con il figlioletto Dane, che aspira a diventare anch'egli sacerdote.

## Distribuzione internazionale
Trasmessa negli Stati Uniti in prima visione assoluta l'11 e il 13 febbraio 1996 sulla rete ABC, la miniserie è stata anche esportata in diversi altri Paesi. Ad esempio, in Italia è andata in onda in prima visione su Canale 5 il 22 e 23 ottobre dello stesso anno con il titolo Uccelli di rovo 2 - La storia mai raccontata.